# Rhacholaemus
Rhacholaemus is een vliegengeslacht uit de familie van de roofvliegen (Asilidae).

## Soorten
- R. antigenes (Walker, 1849)
- R. artigasi Londt, 1999
- R. fisheri Londt, 1999
- R. grimmi Londt, 1999
- R. hradskyi Londt, 1999
- R. josephi Londt, 1999
- R. nelsoni Londt, 1999
- R. tsacasi Londt, 1999
- R. variabilis Hermann, 1907